# Концевич Станіслав Володимирович
Станіслав Володимирович Концевич (рос. Станислав Владимирович Концевич; 24 червня 1964, Ленінград, СРСР) — російський кіноактор, майстер дубляжу. 

## Біографія
Народився 24 червня 1964 року в Ленінграді (Нині в Санкт-Петербурзі). 
У 1983 році закінчив Ленінградський електромеханічний технікум. У 1990 році закінчив Лгитмик, курс Заслуженого діяча мистецтв Юхима Падве. У 1990-1994 рр. викладав акторську майстерність в ЛДІТМІК  . У 2002 році записав альбом «Гена Лягушкіно і птах Додо». 
З 1994 року займається дубляжем і озвученням російських і зарубіжних фільмів. Його голосом говорили Ніколас Кейдж, Вілл Сміт, Том Хенкс, Джордж Клуні, Джек Ніколсон, Хенк Азарія, Том Круз, Річард Гір, Тім Аллен та інші. Першою його роботою стала роль Харрісона Форда у фільмі «Утікач», яку він озвучував під керівництвом Людмили Якимівна Дем'яненко на кіностудії «Ленфільм». 
З січня 2010 по грудень 2014 рік — актор Російського Академічного Великого драматичного театру ім. Г. А. Товстоногова (Санкт-Петербург).

## Озвучування аудіокниг
- У зоні туману (А. Гравицький Олексій Андрійович)
- Війна світів (Г. Уеллс)
- Доктор Живаго (Б. Пастернак)
- Ольга Баумгертнер «Кіготь Дракона»
- Вишневий сад, Дядя Ваня, Три сестри, Чайка (А. П. Чехов)
- Дубровський (А. С. Пушкін)
- Союз рудих (А. К. Дойль) - аудіоверсія розповіді в інтерактивній книзі SHERLOCK: Interactive Adventure [Архівовано 7 березня 2014 у Wayback Machine.]
- Алеф (Пауло Коельо)
- Кільце зворотного часу (Сергій Снігова)
- Нетутешній (Девід Геммел)
- Гена Лягушкіно і птах Додо
- «Дівчина з татуюванням дракона» (Стіг Ларссон)
- «Дівчина, яка грала з вогнем» (Стіг Ларссон)
- «Дівчина, яка підривала повітряні замки» (Стіг Ларссон)
- «Дівчина, яка застрягла в павутині» (Давид Лагеркранц, Стіг Ларссон)